# جيسون توبين
جسيون توبين (بالصينية: 杜俊緯) هو ممثل سينمائي وتلفزيوني بريطاني من هونج كونغ اشتهر بعمله في سلسلة محارب.

## النشأة وتعليمه
ولد توبين في هونغ كونغ، حيث التحق بمدرسة الملك جورج الخامس في كولون. كما التحق بمدارس داخلية في المملكة المتحدة. والده إنجليزي وأمه صينية. بعد تخرجه من المدرسة الثانوية، انتقل إلى لوس أنجلوس لمتابعة مهنة التمثيل.